# Jordi Dauder
Jordi Dauder i Guardiola (Badalona, 5 de março de 1938 - 16 de setembro de 2011) foi um ator, dublador, escritor e poeta espanhol. 
Dauder foi um ator veterano cuja carreira inclui mais de uma centena de filmes, peças teatrais e séries de televisão. 
Seu papel no filme Camino (2008) lhe rendeu o Prêmio Goya em 2009.
Morreu em consequência de um câncer aos 73 anos.